# پیر ایو آندره
پیر ایو آندره (انگلیسی: Pierre-Yves André؛ زادهٔ ۱۴ مهٔ ۱۹۷۴) بازیکن فوتبال اهل فرانسه است.
از باشگاه‌هایی که در آن بازی کرده‌است می‌توان به باشگاه فوتبال رن، باشگاه فوتبال بولتون واندررز، باشگاه فوتبال نانت، باشگاه فوتبال گنگام، و باشگاه فوتبال باستیا اشاره کرد.
وی همچنین در تیم‌های ملی فوتبال زیر ۲۱ سال فرانسه، Brittany national football team، و France B national football team بازی کرده‌است.